# Le Sang des tyrans
Le Sang des tyrans (titre original : Blood of Tyrants) est un roman écrit par Naomi Novik, publié en 2013 puis traduit en français la même année. Il est le huitième tome de la série de romans de fantasy Téméraire.

## Résumé
Laurence se retrouve échoué sur une plage du Japon, pays inhospitalier envers les étrangers. Amnésique, il a tout oublié de Téméraire et de leurs aventures, pourtant il va devoir résoudre les défis qui se dressent devant lui. Au Japon puis en Russie ou Napoleon a emmené ses troupes... 

## Éditions
- Blood of Tyrants, Del Rey Books, 13 août 2013, 448 pages  (ISBN 978-0345522894)
- Le Sang des tyrans, Le Pré aux Clercs, coll. « Fantasy », 7 novembre 2013, trad. Guillaume Fournier, 486 p.  (ISBN 978-2842285319)
- Le Sang des tyrans, Pocket, coll. « Pocket Science-fiction » no 7177, 4 décembre 2014, trad. Guillaume Fournier, 608 p.  (ISBN 978-2266247788)